# Aivar Rehemaa
Aivar Rehemaa (Tartu, 28 september 1982) is een langlaufer uit Estland. Hij was deelnemer aan de Olympische Winterspelen in Turijn in 2006, die van Vancouver in 2010 en aan die van Sotsji in 2014. Zijn beste klassering was een 8ste plaats in de 4 x 10 kilometer Estafette van 2006.